# Mortes em novembro de 2015
Mortes em 2015: ← Janeiro – Fevereiro – Março – Abril – Maio – Junho – Julho – Agosto – Setembro – Outubro – Novembro – Dezembro →
Esta é uma relação de pessoas notáveis que morreram durante o mês de novembro de 2015, listando nome, nacionalidade, ocupação e ano de nascimento.

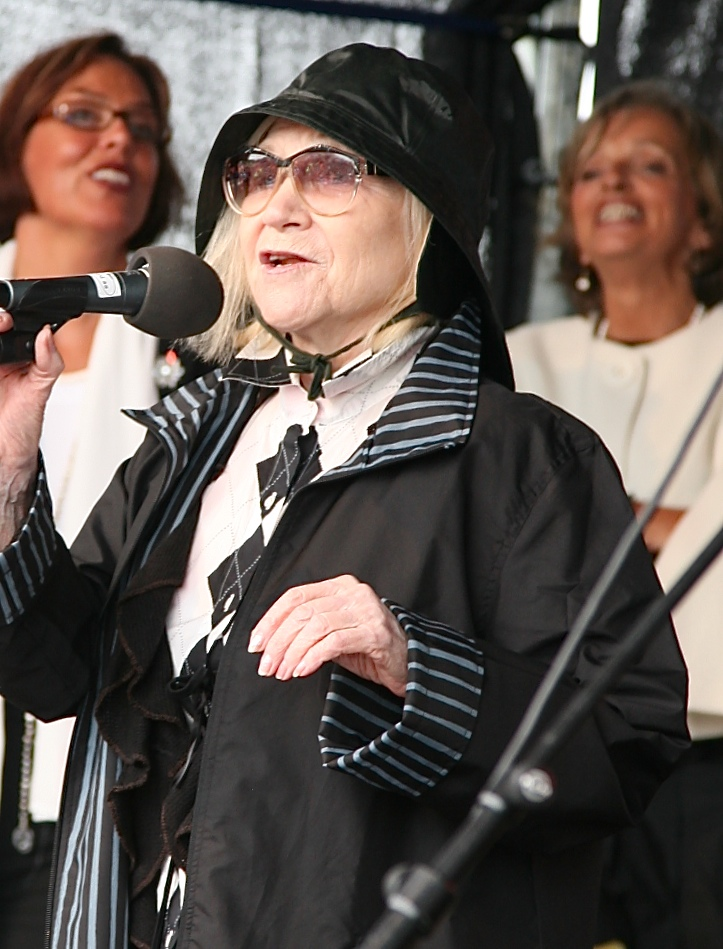
Nora Brockstedt, cantora norueguesa

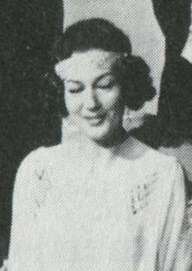
Barbro Hiort af Ornäs, atriz sueca

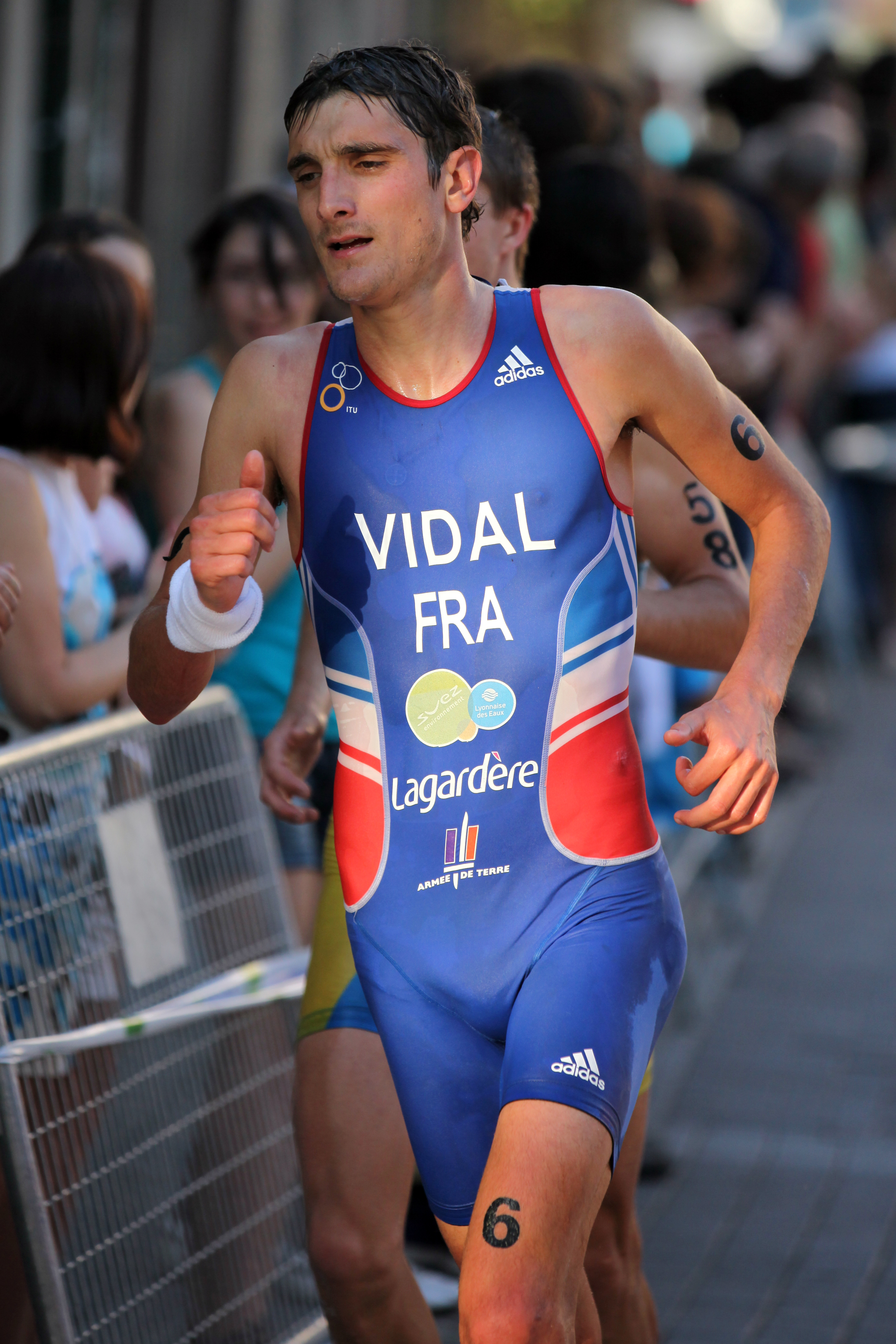
Laurent Vidal, triatleta francês

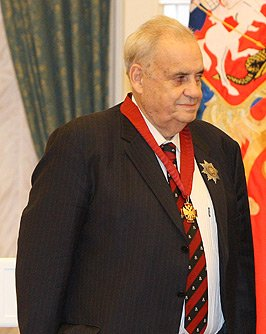
Eldar Riazanov, cineasta russo

| Dia | Nome                           | Profissão ou motivo de reconhecimento  | País de nascimento       | Ano de nasc. | Ref           |
| --- | ------------------------------ | -------------------------------------- | ------------------------ | ------------ | ------------- |
| 1   | Günter Schabowski              | Político                               | Alemanha                 | 1929         | [ 1 ]         |
| 1   | Fred Thompson                  | Ator e político                        | Estados Unidos           | 1942         | [ 2 ]         |
| 1   | José Fonseca e Costa           | Cineasta                               | Portugal                 | 1933         | [ 3 ] [ 4 ]   |
| 1   | Osvaldo Coelho                 | Advogado e político                    | Brasil                   | 1931         | [ 5 ]         |
| 2   | Omar Hariri                    | General                                | Líbia                    | 1944         | [ 6 ]         |
| 3   | Dorival Mateus da Costa        | Futebolista                            | Brasil                   | 1962         | [ 7 ]         |
| 4   | René Girard                    | Escritor, filósofo e crítico literário | França/ Estados Unidos   | 1923         | [ 8 ]         |
| 4   | Jerzy Sadek                    | Futebolista                            | Polónia                  | 1942         | [ 9 ]         |
| 4   | Moacir Japiassu                | Jornalista e escritor                  | Brasil                   | 1942         | [ 10 ]        |
| 5   | Czesław Kiszczak               | Militar e político                     | Polónia                  | 1925         | [ 11 ]        |
| 5   | Nora Brockstedt                | Cantora                                | Noruega                  | 1923         | [ 12 ]        |
| 6   | Bob Lester                     | Dançarino, cantor e músico             | Brasil                   | 1913         | [ 13 ]        |
| 6   | Beni Veras                     | Político                               | Brasil                   | 1935         | [ 14 ]        |
| 7   | Isaac Navón                    | Ex-presidente                          | Israel                   | 1921         | [ 15 ]        |
| 7   | João Verle                     | Economista e político                  | Brasil                   | 1939         | [ 16 ]        |
| 7   | Pancho Guedes                  | Arquiteto, escultor e pintor           | Portugal                 | 1925         | [ 17 ]        |
| 7   | Gunnar Hansen                  | Ator                                   | Islândia/ Estados Unidos | 1947         | [ 18 ]        |
| 7   | José Nader                     | Advogado e político                    | Brasil                   | 1940         | [ 19 ]        |
| 9   | Ernst Fuchs                    | Pintor                                 | Áustria                  | 1930         | [ 20 ]        |
| 9   | Allen Toussaint                | Músico, produtor musical e compositor  | Estados Unidos           | 1938         | [ 21 ]        |
| 9   | Sebastião do Rego Barros Netto | Advogado e diplomata                   | Brasil                   | 1940         | [ 22 ]        |
| 9   | Andy White                     | Baterista                              | Escócia                  | 1930         | [ 23 ]        |
| 10  | André Glucksmann               | Filósofo e ensaísta                    | França                   | 1937         | [ 24 ]        |
| 10  | Laurent Vidal                  | Triatleta                              | França                   | 1984         | [ 25 ]        |
| 10  | Helmut Schmidt                 | Ex-chanceler                           | Alemanha                 | 1918         | [ 26 ]        |
| 10  | Selwyn Sese Ala                | Futebolista                            | Vanuatu                  | 1986         | [ 27 ]        |
| 10  | Sandra Moreyra                 | Jornalista                             | Brasil                   | 1954         | [ 28 ]        |
| 10  | Gene Amdahl                    | Projetista de computadores             | Estados Unidos           | 1922         | [ 29 ]        |
| 11  | Phil Taylor                    | Baterista                              | Inglaterra               | 1954         | [ 30 ] [ 31 ] |
| 11  | Paulo Cunha e Silva            | Político                               | Portugal                 | 1962         | [ 32 ]        |
| 12  | Márton Fülöp                   | Futebolista                            | Hungria                  | 1983         | [ 33 ]        |
| 12  | Jihadi John                    | Membro do Estado Islâmico              | Kuwait                   | 1988         | [ 34 ]        |
| 14  | Nick Bockwinkel                | Lutador profissional                   | Estados Unidos           | 1934         | [ 35 ]        |
| 15  | Guo Jie                        | Atleta de lançamento de disco          | China                    | 1912         | [ 36 ]        |
| 17  | Luiz de Carvalho               | Cantor                                 | Brasil                   | 1925         | [ 37 ]        |
| 18  | Jonah Lomu                     | Jogador de rugby                       | Nova Zelândia            | 1975         | [ 38 ] [ 39 ] |
| 18  | Abdelhamid Abaaoud             | Terrorista                             | Bélgica                  | 1987         | [ 40 ]        |
| 20  | Kitanoumi Toshimitsu           | Lutador de sumô                        | Japão                    | 1953         | [ 41 ]        |
| 21  | Germán Robles                  | Ator e dublador                        | Espanha/ México          | 1929         | [ 42 ] [ 43 ] |
| 22  | Kim Young-sam                  | Ex-presidente                          | Coreia do Sul            | 1927         | [ 44 ]        |
| 23  | Lomanto Júnior                 | Político                               | Brasil                   | 1924         | [ 45 ]        |
| 23  | Douglass North                 | Economista                             | Estados Unidos           | 1920         | [ 46 ]        |
| 25  | O'Neil Bell                    | Pugilista                              | Jamaica                  | 1974         | [ 47 ]        |
| 27  | José Benedito Simão            | Bispo                                  | Brasil                   | 1951         | [ 48 ]        |
| 28  | Gerry Byrne                    | Futebolista                            | Inglaterra               | 1938         | [ 49 ]        |
| 28  | Nauro Machado                  | Poeta                                  | Brasil                   | 1935         | [ 50 ]        |
| 28  | Barbro Hiort af Ornäs          | Atriz                                  | Suécia                   | 1921         | [ 51 ]        |
| 28  | Tomasz Tomczykiewicz           | Político                               | Polónia                  | 1961         | [ 52 ]        |
| 30  | Eldar Riazanov                 | Cineasta                               | Rússia                   | 1927         | [ 53 ]        |